# Agrotis peruviana
Agrotis peruviana là một loài bướm đêm trong họ Noctuidae.